# Chiaramonte
Els Chiaramonte, també coneguts com Chiaromonte, Chiaramonti o, en català, com els Claramunt de Sicília, són la branca noble siciliana de l'ancestral familia catalana dels Claramunt.
Aquesta nissaga noble catalana és originària de Catalunya i era vinculada des del s. XI al Castell de la Pobla de Claramunt, amb influència important a la cort reial catalana. Amb els anys, una branca d'aquesta acaba establint-se a Occitània i a França, on van passar a ser coneguts com Clermont o Clermont per, finalment, emigrar al Regne de Nàpols i, arran de les Vespres Sicilianes, amb Pere el Gran, acabar d'establir-se a l'illa de Sicília, on van esdevenir els Chiaramonte o Chiaramonti.
Foren uns representants importants i destacats de la noblesa en temps de la dominació catalana de l'illa, a l'època del Regne de Sicília, i participaren activament en la vida pública i política d'aquest país als segles XIII i XIV.

## Història

### Origen
Els orígens de la nissaga noble catalana dels Claramunt va lligada principalment al Castell de la Pobla de Claramunt, a l'Anoia, amb Bernat de Claramunt (? - ~1090), tot i que aquesta família tenia altres fortaleses que duien el seu nom en territori català. Després d'anys de vinculació a la família reial catalana, una branca dels Claramunt catalans s'instal·len a Occitània i a França. Durant aquest període també van prosperar, però amb el nom de Clermont, Clermont, Claramont o Clarmont, esdevenint un llinatge amb poder i influència a la cort d'aquests territoris.
No obstant, en un moment donat, Enric Clermont va perdre la gràcia del rei Felip II de Borgonya. Aquest Enric Clermont era el representant de la històrica família dels Clermont de l'Alvèrnia, fundadors i senyors de la vila de Clarmont d'Alvèrnia, capital de la regió. Es per aquest motiu que la família es va haver de traslladar a Nàpols, el 1271, sota la protecció de Carles d'Anjou.
També la casa francesa dels Clermont de la Picardia deriva de la catalana, amb la qual comparteix el mateix escut, igual que la siciliana.

### A Sicília
Els membres més antics dels quals es te notícia de la branca dels Claramunt catalans que van emigrar a l'Occitània, segons alguns escriptors antics, eren descendents de Carlemany. Segons alguns historiadors haurien arribat a la península itàlica seguint als normands, i eren un tal Edgard de Càpua i un tal Hug, senyor de Colubraro i Policoro, i haurien viscut entre finals del segle XI i principis del segle XII.
Altres historiadors, en canvi, asseguren que els Claramunt van arribar a la península itàlica, provinents de l'Alvèrnia, amb Enric de Clermont.
El que és segur és que la submissió definitiva dels Chiaramonte o Claramunt de Sicília als reis catalans que van senyorejar l'illa va tenir lloc durant el primer Parlament General de Sicília, celebrat al Monestir de San Domenico, a Randazzo, per ordre del rei català Frederic II de Sicília.

### Ascens dels Chiaramonte
Sembla que, paral·lelament al seu establiment a l'Occitània i França, una branca de la família catalana dels Claramunt podria haver-se establert a Nàpols i Sicília, on van passar a ser els Chiaramonte o Chiaramonti. Els partidaris d'aquesta línia creuen que un Verland de Chiaramonte hauria arribat a l'illa en temps de Roger I de Sicília, l'any 1062.
També un Hug de Claramunt o Chiaramonte hauria estat present a la coronació de Roger II com a primer rei de Sicília, l'any 1130. Tanmateix, tampoc se se sap gaire cosa d'aquest Hug, que devia ser un petit senyor feudal, del qual podrien provenir els germans Atanasi, Nicolau, Pere i Frederic Chiaramonte, tots ells de Palerm.
Dels quatre fills d'Hug de Chiaramonte, se sap que Atanasi Chiaramonte va esdevenir patriarca d'Alexandria, del 1216 al 1227, quan Frederic II del Sacre Imperi Romanogermànic era rei de Sicília.
Per la seva banda, un Nicolau Chiaramonte va ser nomenat pel papa Honori III, l'any 1219, amb el títol de cardenal-bisbe de Frascati i va participar en l'elecció papal del 1227, en què va ser elegit el papa Gregori IX.
També un Pietro Chiaramonte va ser abat del convent de Santa Maria delle Grotte, a Marsara (actual Marsala), l'any 1220
I Frederic Chiaramonte va ser nomenat cavaller pel mateix Papa Honori III i va rebre d'ell la rosa d'or papal, i en el privilegi que li va atorgar el Pontífex, fou designat descendent de l'emperador Carlemany, i pel qual quedava obligat a lluitar contra els sarraïns, el els infidels i els cismàtics:

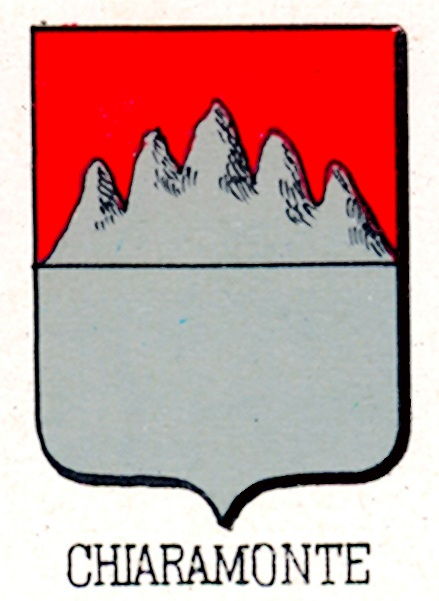
Escut de la casa dels Chiaramonte o Claramunt de Sicília.

ut posset pugnare pro justitia et honorem Dei et etiam propter Sanctam Romana Ecclesiam, et maxime contra Saracenis et Infedeles et scismaticos ut classis temporibus semper facerunt potentissimi et magnificentissimi Principes de domo Christianissimi Magni Caroli Regis Franciae de qua ille Verlandus de Claramonte ortum ducit, et vos etiam descenditis.
Frederic era senyor de Sutera i amb ell va començar l'ascens polític i econòmic dels Claramunt de Sicília. Es va casar amb la noble Rosalia Prefoglio, coneguda com Marchisia a Girgenti, filla de Miles Pietro, senyor de Ragusa, i germana de Federico, senyor. de Caccamo, a qui, a la seva mort, va succeir en propietat i poder. Va viure sempre a la seva ciutat, amb el seu marit, fins a la seva mort l'any 1330. De Federico I Chiaramonte i Marchisia Prefoglio van néixer diversos fills a Girgenti, inclosos Manfredi, Giovanni i Federico.
Va ser el 1282, quan el rei català Pere el Gran va entrar a Sicília, amb l'episodi de les Vespres Sicilianes, i quan aquest va foragitar als francesos de l'illa, que els Claramunt o Chiaramonte apel·laren als seus orígens familiars catalans i aprofiten l'avinentesa per posar-se al servei del monarca.
Així, durant les guerres de les Vespres Sicilianes, que van començar l'any 1282, en revolta contra els governants angevins, els Chiaramonte es van situar al costat del partit legitimista que va demanar a Pere el Gran, marit de la reina Constança de Sicília, cenyir-se la Corona de Rei de Sicília. Amb l'ascens al tron, l'any 1296, de Frederic II, germà petit del rei català Jaume I el Just com a rei de Sicília, Manfred Chiaramonte Prefoglio († 1321) fou recompensat, el 1296, amb la concessió del Comtat de Mòdica, confiscat al seu cunyat Manfredi Mosca, acusat de rebel. El comtat de Mòdica, a la Val di Noto, comprenia les ciutats i les terres de Mòdica, Biscari, Comiso, Giarratana, Gulfi, Monterosso, Odogrillo, Ragusa, Scicli i Spaccaforno, i era un dels dominis feudals més grans de Sicília. Manfred va esdevenir Gran Senescal del Regne.
Durant els regnats dels catalans Pere II de Sicília (1337-1342) i del seu fill Lluís I de Sicília (1342-1355), alguns Chiaramonte, juntament amb els Palizzi, van passar a encapçalar la facció llatina, que va oposar-se i lluitar contra els catalans. Aquesta decisió els va ocasionar tota mena de tragèdies. D'altres es van mantenir fidels als seus orígens i a la corona catalana i van prosperar.

## Segle XIV
Si analitzem als membres d'aquesta nissaga durant el segle XIV amb detall, trobem al noble i milles Giovanni Chiaramonte Prefoglio († 1339), que fou Gran Senescal del Regne català de Sicília i capità general de l'exèrcit. Aquest era germà de Manfred i estava casat amb la noble Lucca Palizzi, filla de Nicolò, que el va convertir en pare de vuit fills, entre ells Manfredi, Enrico, Federico i Giacomo.
El seu germà petit Federico II († 1311), era senyor de Racalmuto i Siculiana, i es va casar amb la noble Giovanna Camerario, filla de Cataguerra, va tenir dues filles, Giovanna i Costanza.
Manfredi Chiaramonte Palizzi († 1353), primer comte de Chiaramonte, des del 1335, i successor del títol de comte de Mòdica, del seu cosí Giovanni o Joan el Jove, atès que va morir sense hereus masculins, va ser capità de Palerm i un dels quatre vicaris del Regne de Sicília.
El seu únic descendent va ser Simone, VI comte de Mòdica († 1356), senescal del Regne, i aquest fou hostil a la corona catalana. Va ser declarat rebel pel rei català Lluís I de Sicília, que li va confiscar els títols i els béns el 1353.
Enric († 1353) Chiaramonte, per la seva banda, va ser soldat reial i fou mestre racional del Regne i vicari del rei el 1348.
Giacomo, per la seva banda, va ser governador de Nicòsia, l'any 1354, i va tenir el privilegi d'encunyar i gastar monedes de coure amb l'empremta de la seva efígie i amb l'escut de la seva família, moneda anomenada jacobina.
Amb el temps els Chiaramonte traïdors foren perdonats per la corona catalana i van recuperar la possessió dels comtats de Mòdica i Chiaramonte i de les altres propietats feudals el 1360.
Així, Federico Chiaramonte Palizzi († 1363), fill de Giovanni o Joan el Vell, que va tornar a ser fidel als catalans, va rebre com a successor el comtat de Mòdica del seu nebot Simone, que no va tenir fills del seu matrimoni amb Venezia Palizzi; fou vicari general del Regne de Sicília, mestre botxí, governador, pretor i capità botxí de Palerm (1361-1363).
El comtat de Chiaramonte va passar, en canvi, a Giovanni Chiaramonte Moncada († 1374), fill d'Enrico, que era senyor de Bivona, Misilmeri i Sutera, senescal del Regne, castellà i capità de l'illa de Gerba. Va fundar el convent dels frares franciscans, el 1362, i es va casar amb la noble Isabella Ventimiglia de Lauria, filla de Francesco, XVI comte de Geraci, amb qui només va tenir una filla, Constança, muller de Giovanni o Joan Peralta d'Aragó, de la família catalana dels Peralta de Sicília, fill de Guglielmo o Guillem, comte de Caltabellotta (o Catalabellotta, en català).
Matteo Chiaramonte Moncada († 1369), fill de Federico, 8è comte de Mòdica, fou senescal vitalici del Regne català de Sicilia, des del 1361, venjador del Regne des del 1365 i capità de Naro des del 1366.
Del seu matrimoni amb la noble Giacomina (o Jacopella) Ventimiglia, filla del comte Francesco, van néixer tres fills, un dels quals anomenat Federico, conegut com Federichello, va morir abans que ell, a una edat primerenca.
El seu cosí Manfredi III Chiaramonte († 1391), fill natural del comte Giovanni II, el va succeir en possessió del comtat de Mòdica i dels seus altres béns. Conegut com a Manfredi, 9è comte de Mòdica, 3r comte de Chiaramonte, fou senyor de molts castells sicilians. També va ser comte de Malta i Gozo, duc de Djerba i gran almirall. Fou un dels quatre vicaris durant el regnat de Maria de Sicília, del 1377 al 1391, per disposició testamentària del rei català Frederic III de Sicília. Governador de Messina fins al 1364, va ser senyor de Trapani i Agrigent, ciutats de propietat estatal que va governar en nom del sobirà.

## Traïció als catalans i caiguda en desgràcia
Tanmateix, i malgrat els favors de la corona catalana envers la família Chiaramonte, el 1391 Manfred es va reunir amb els principals barons de l'illa, a l'anomenat Jurament de Castronovo, amb l'objectiu d'organitzar una revolta contra el rei català Martí el Jove. Aquesta revolta era recolzada per l'Església Catòlica, atès que el papa Bonifaci IX va considerar nul el matrimoni entre el monarca català i la princesa Maria de Sicília, amb l'excusa del parentiu entre els dos cònjuges, que eren cosins. El matrimoni havia estat dispensat per l'antipapa Climent VII d'Avinyó, del qual es van declarar, per tant, seguidors els monarques catalans.
Manfredi III Chiaramonte va ser succeït, en títols i càrrecs, pel seu fill Andrea Chiaramonte († 1392), que va continuar la seva política contra els catalans. A causa d'això va ser l'últim comte de Mòdica d'aquesta família, malgrat els seus esforços.
El rei català Martí el Jove, recolzat pel seu pare Martí el Vell, va aconseguir ocupar bona part del territori sicilià gràcies també a l'almirall català Bernat IV de Cabrera, que també va aconseguir la submissió dels altres tres vicaris del Regne i d'algun estat.
Andrea Chiaramonte, recolzat per la ciutat de Palerm, on s'havia refugiat, va intentar resistir el fort setge enemic, però al cap d'aproximadament un mes va haver d'iniciar les negociacions de rendició. Inicialment, acollit benèvolment pels nous sobirans 'de facto, si no de jure, va pensar que podria obtenir el seu perdó. Tanmateix, fou detingut, jutjat i decapitat per alta traïció, l'1 de juny del 1392 a Palerm, davant del seu palau, a la Piazza Marina.
L'intent de revolta contra el catalans, recolzat per l'Església de Roma, va acabar així, juntament amb la família dels Chiaramonte. El 5 de juny, pocs dies després de la mort del comte Andrea, el seu immens feu va ser assignat als Cabrera, que tant havien fet per mantenir el domini català de l'illa.
Amb la mort d'Andrea, però, aquesta porció de la família dels Chiaramonte no es va extingir del tot. Enrico Chiaramonte, fill natural de Matteo, 8è comte de Mòdica, esperava venjar Andrea, amb la recuperació de Palerm l'abril de 1393, però, traït i decebut, es va exiliar el 1412 a Gaeta.
No obstant això, la branca menor dels barons de Salfetta continuava intacta. Aquesta era la que derivada d'Hug Chiaramonte, fill petit de Giovanni el Vell i, per tant, germà petit del comte Manfredi II, que encara gaudia de la noblesa a la ciutat de Caltagirone.
Un Giorlando Chiaramonte va ocupar el càrrec de capità de justícia en aquella ciutat el 1575-76 i, amb un privilegi concedit el 20 de maig i executat el 2 d'agost de 1576, va obtenir la concessió del títol de noble, amb el don.
Un Antonio Chiaramonte († 1636), fill de l'anterior, doctor en lleis, fou jutge pretor de Palerm el 1592-93 i, amb un privilegi concedit el 26 de juny i executat el 30 d'agost de 1622, fou nomenat jutge de la Tribunal Consistori.
Un Giacomo Chiaramonte, va ser capità de Caltagirone (en català, Catalagirona) durant els anys 1600, 1604 i 1623.
Un Carlo Chiaramonte va ser capità de justícia de la ciutat de Caltagirone, durant els anys 1679, 1680-81, 1685-86 i 1691-92, pro-conservador el 1680 i 1694, i patrici d'aquesta ciutat els anys 1682-83 i 1689-90.
La branca catalana de la família Chiaramonte es va extingir, en la seva línia masculina, al segle xviii, quan es va fusionar amb la família Bonanno, de la branca dels barons de Rosabia, que va prendre el cognom Bonanno Chiaramonte.

## Armes
A la 1a de vermell, a la muntanya amb cinc cims de plata; a la 2a plata.

## Palaus, viles i castells
Aquesta família es va encarregar de la construcció de diversos castells i palaus. D'ells pren el nom l'anomenat estil Chiaramonte, característic de la construcció privada siciliana del segle xiv, i que té exemples notables als castells de Caccamo, Mussomeli i a les pintures del Palazzo Steri de Palerm, l'obra més esplèndida d'art decoratiu sicilià del segle xiv. Aquest Palau, posteriorment, fou llar dels virreis i de la Inquisició.
Els següents castells, parcialment conservats, van ser construïts, refundats o modificats per membres de la família Chiaramonte: Camastra, Carini, Chiaramonte Gulfi, Comiso, Favara, Modica (a la "capital" del comtat homònim de Modica), Montechiaro (avui en el municipi de Palma di Montechiaro), Motta Santo Stefano, Mussomeli (a la ciutat fundada per Manfred III), Naro, Racalmuto, Ragusa, Siculiana, Sperlinga, Sutera (només ruïnes).

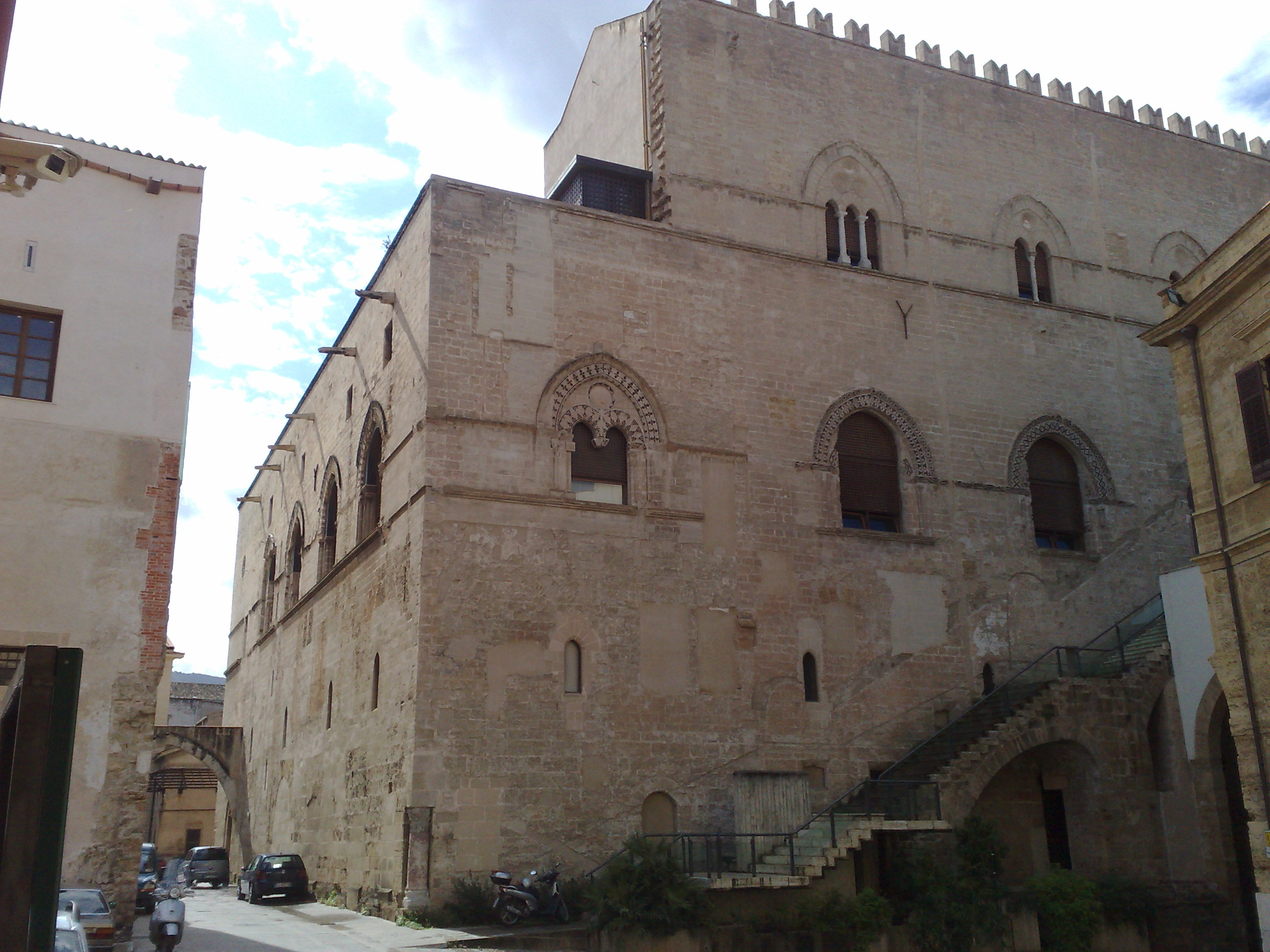
Palerm: Palau dels Chiaramonte o Steri (deHosteria Magnum), segle XIV.
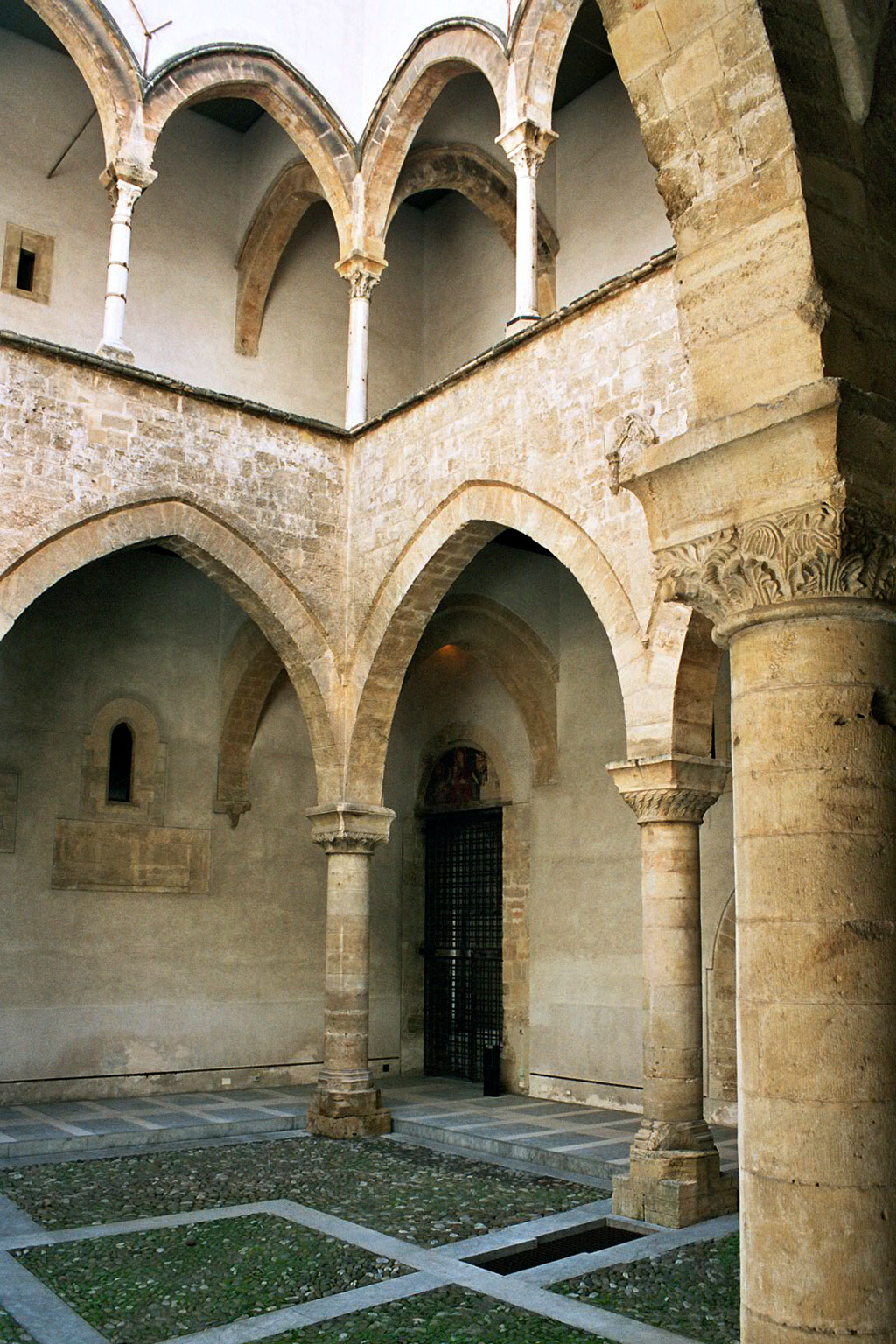
Palerm: Palau d'Steri, patis interiors.
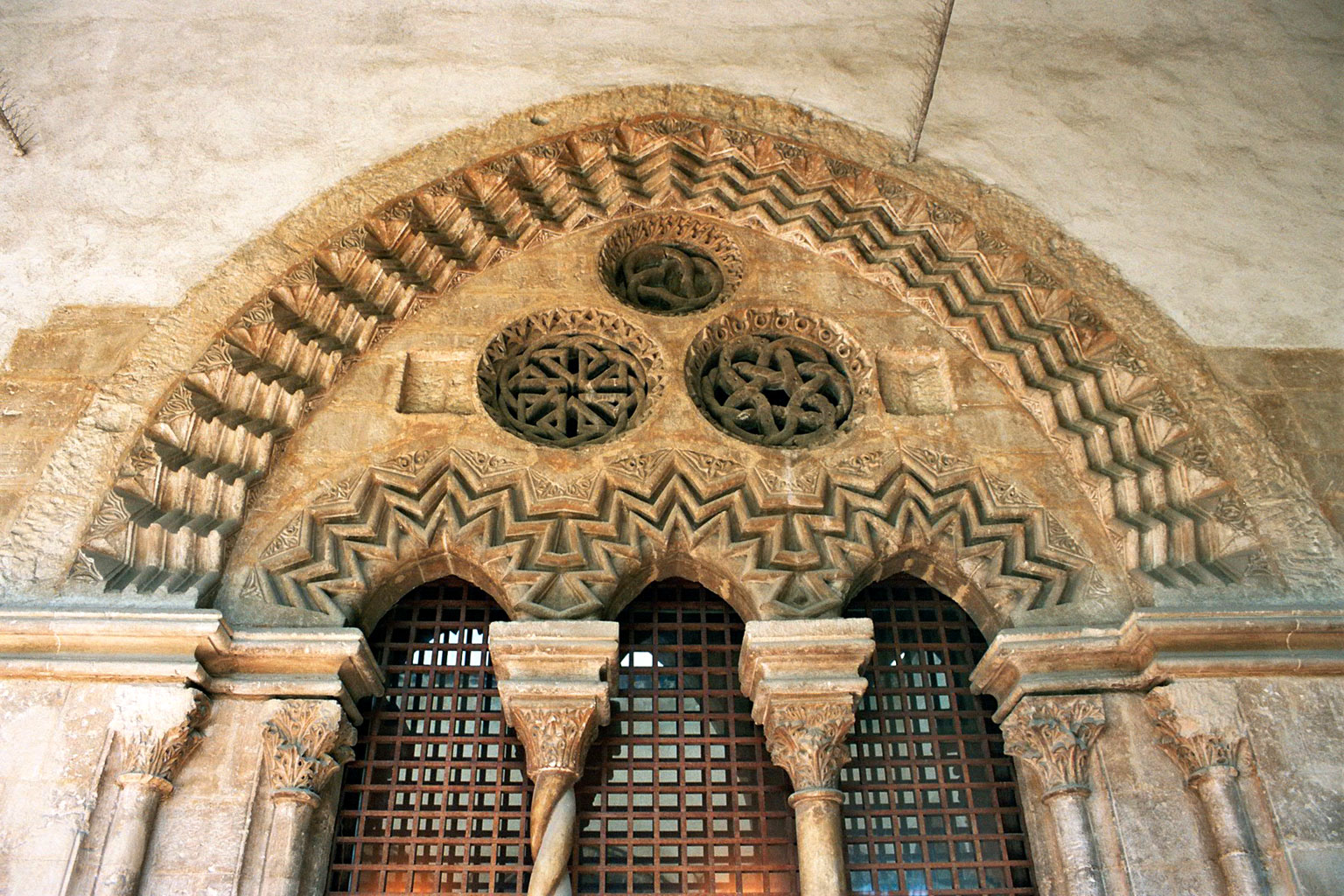
Palerm: Palau d'Steri, finestra lateral, planta principal
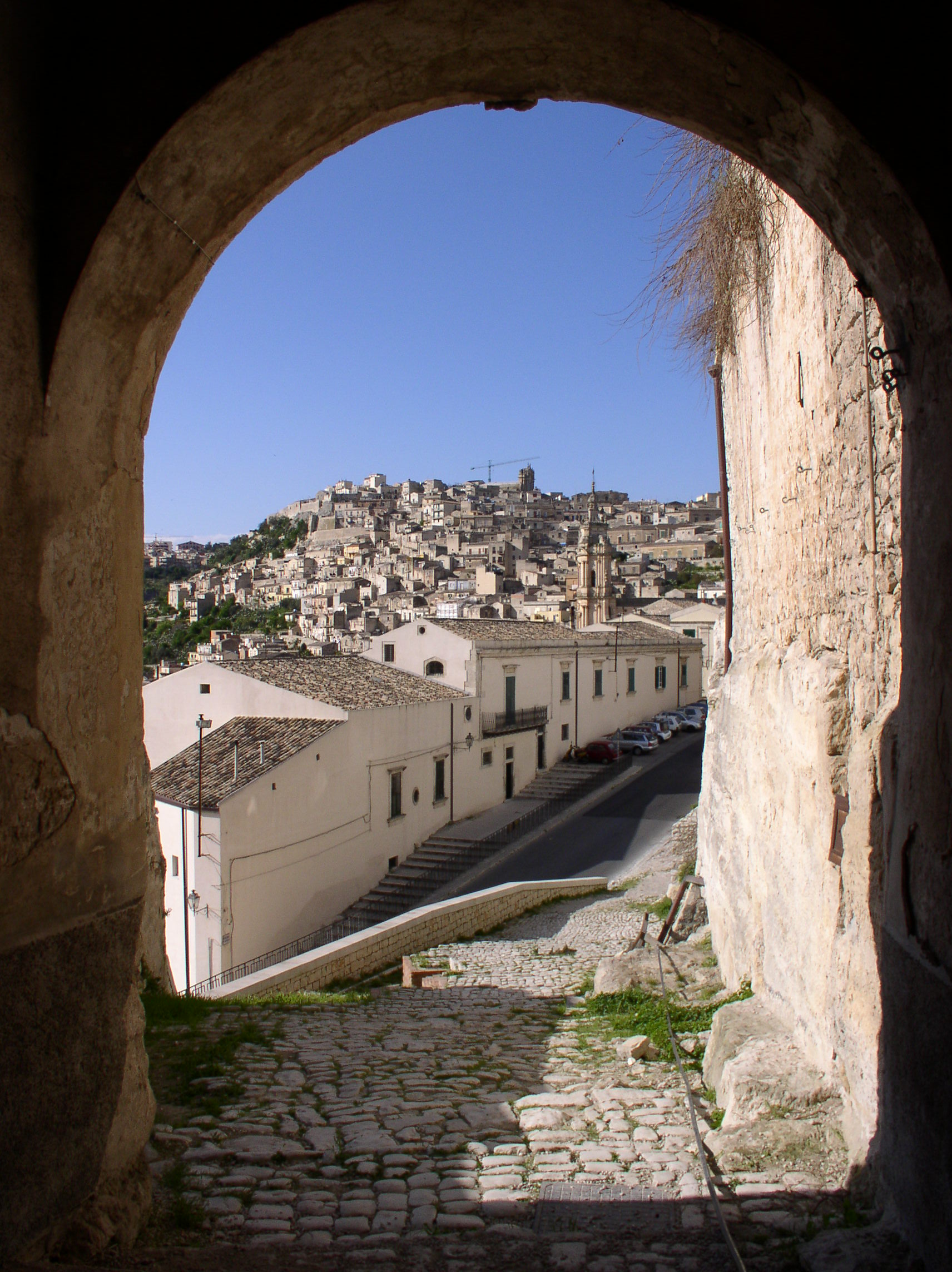
Mòdica: entrada al Castell dels comtes
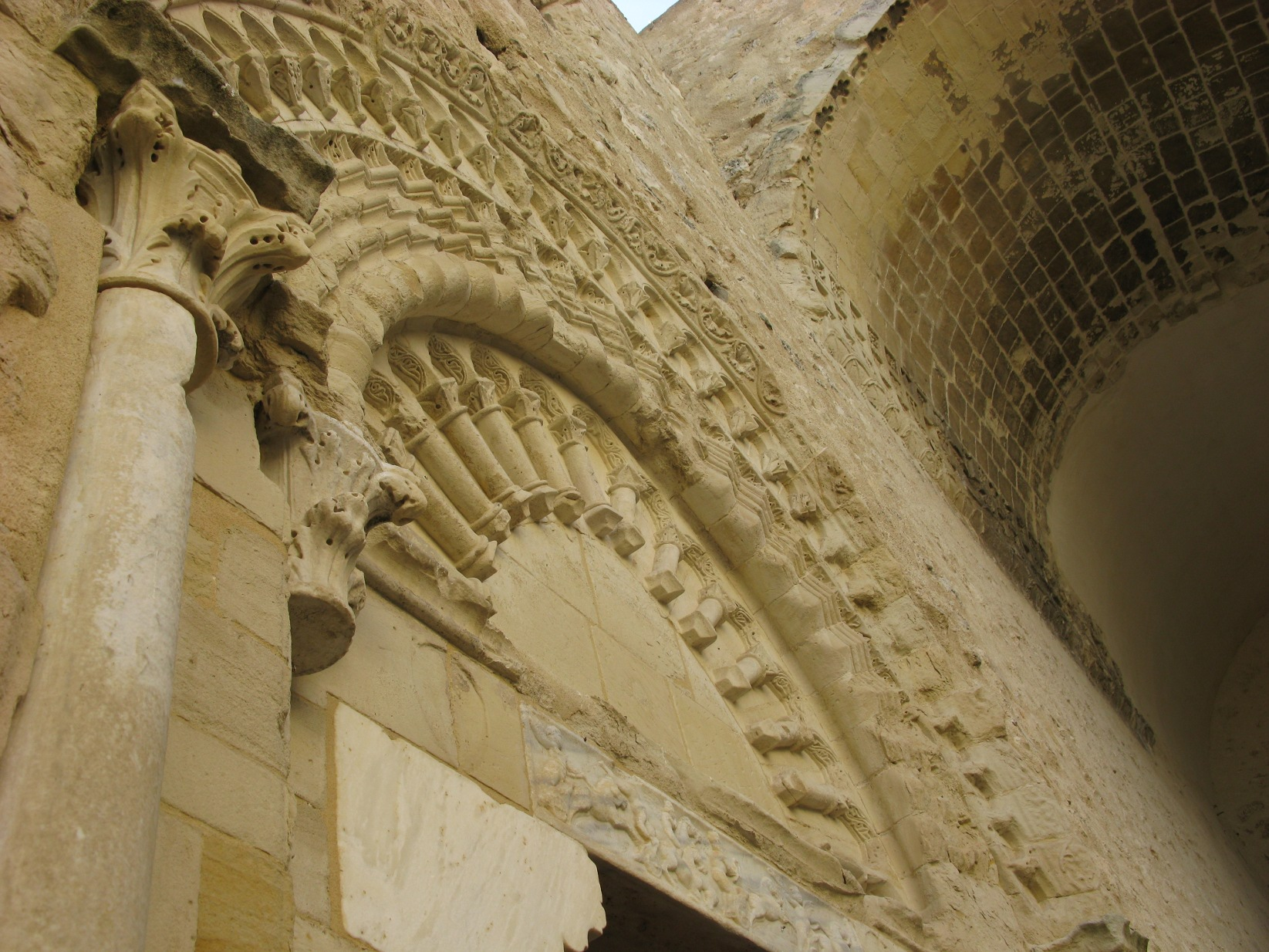
Favara: portal de la capella del Castell de Chiaramonte
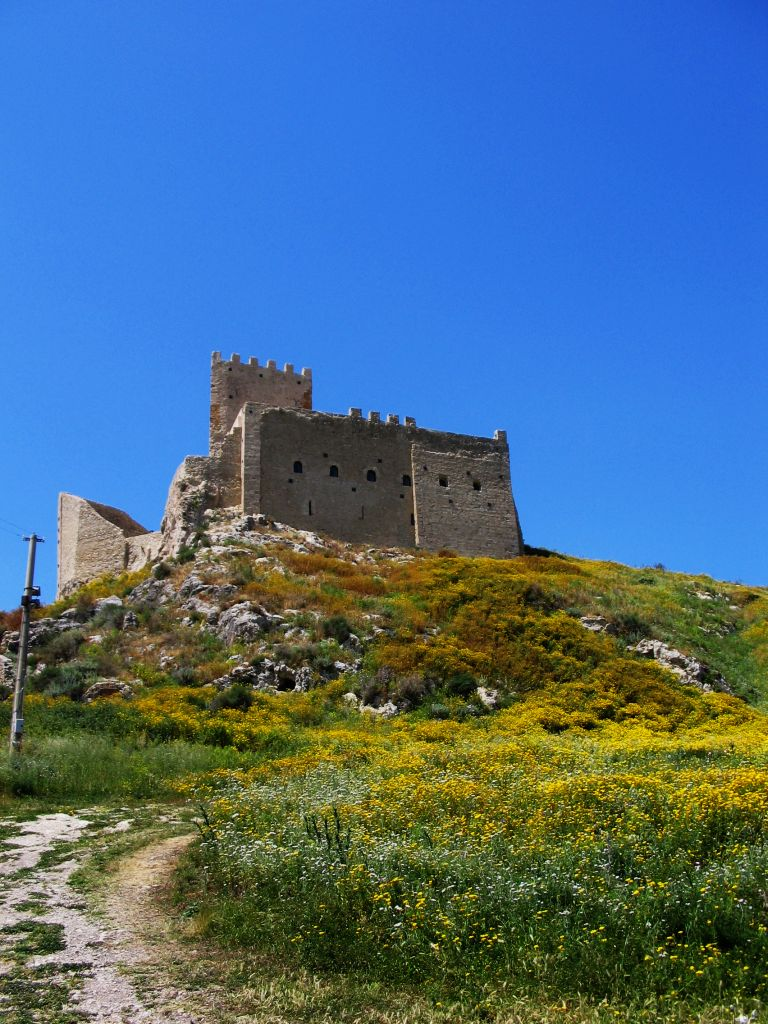
Palma de Montechiaro: el Castell de Chiaramonte
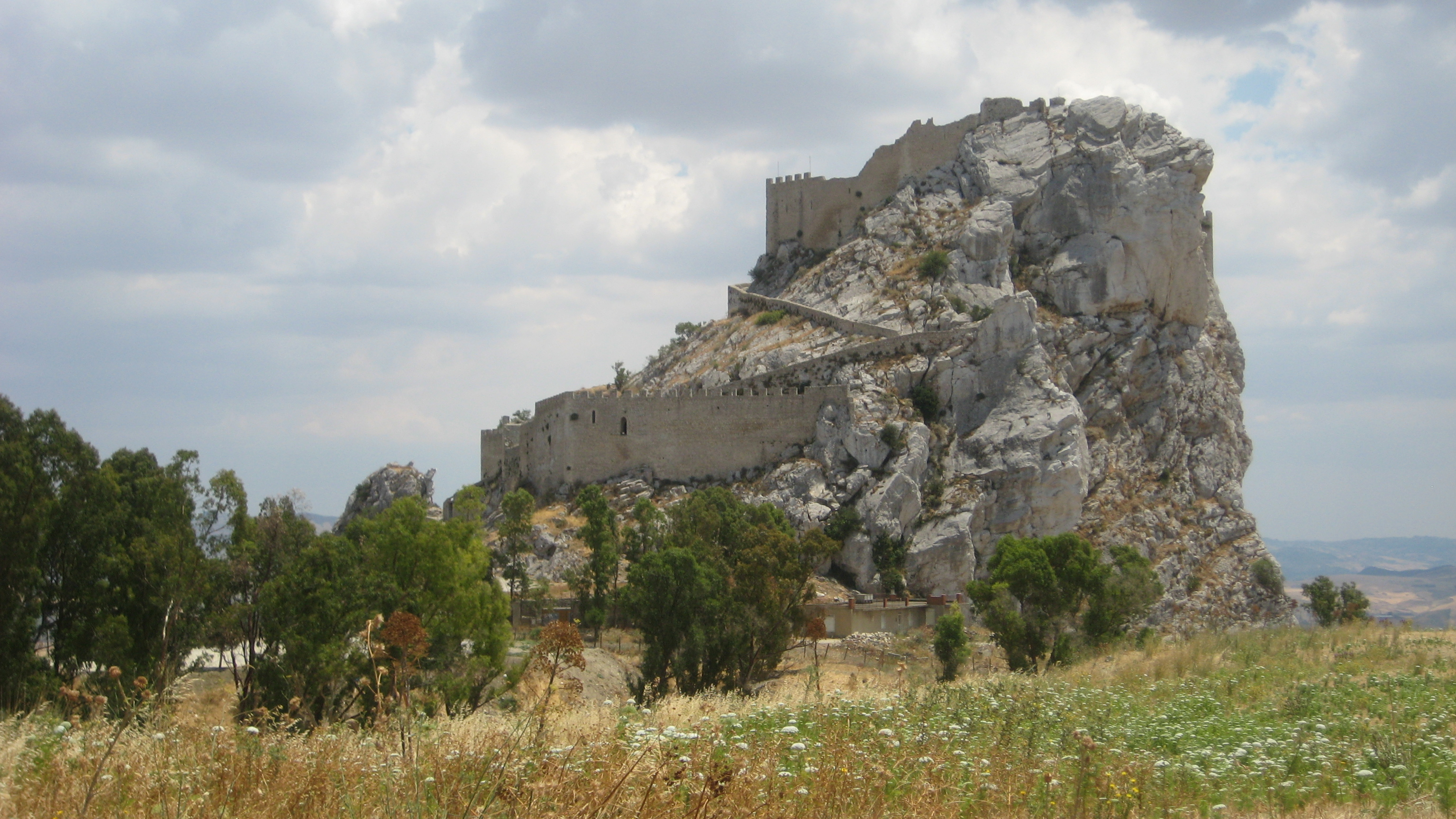
Mussomeli: El Castell de Mussomeli Manfredonico-Chiaramonte, construït al segle XIV
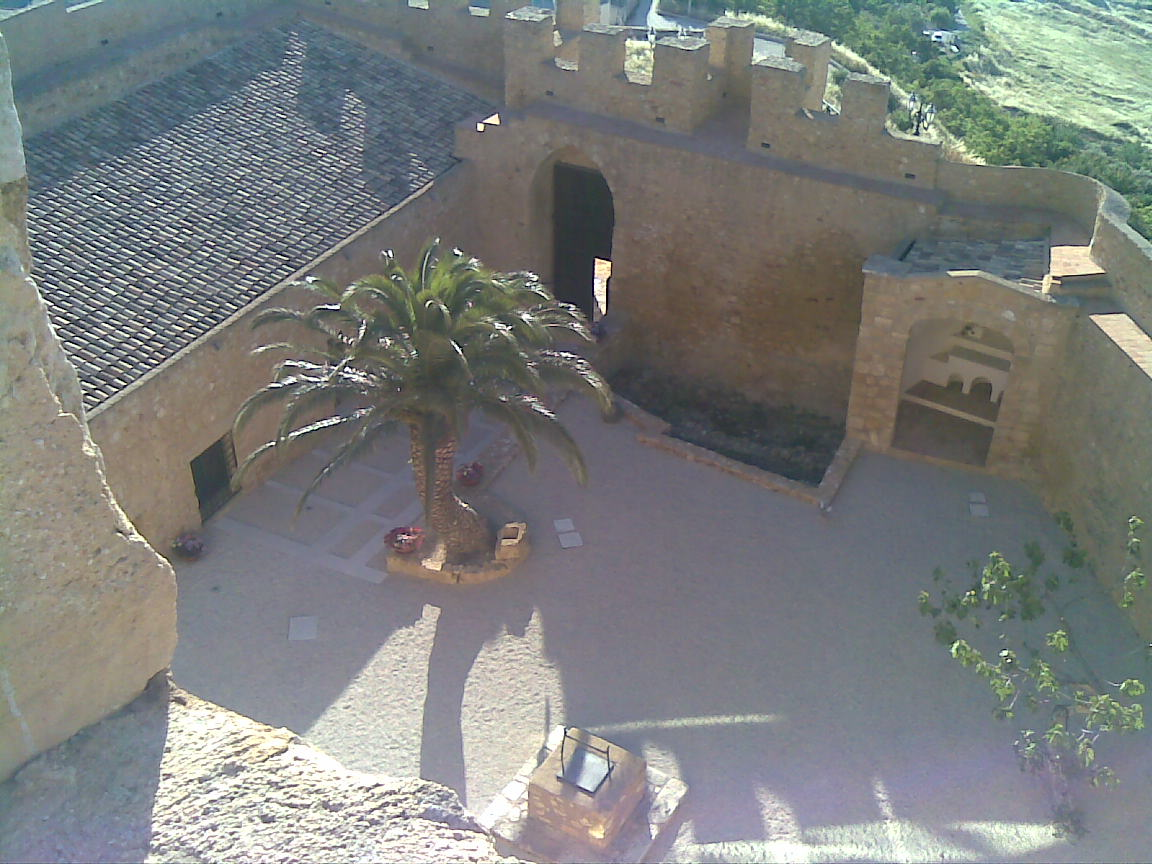
El pati interior delCastell de Naro